# Радикалдемократическа партия в България
Радикалдемократическата партия е българска политическа партия, съществувала през първата половина на XX век. Тя е възстановена през 1989 г. като една от малките партии в десницата.

## История
Радикалдемократическата партия се образува от група участници в Демократическата партия, оформила се около започналото да излиза през 1902 под редакцията на Тодор Влайков списание „Демократически преглед“. Около 1903 те се отделят от Демократическата партия, а самата Радикалдемократическа партия е основана през 1905. Сред активните участници в нея са Тодор Влайков, Найчо Цанов, Илия Георгов, Антон Страшимиров, Петко Тодоров.
Радикалдемократическата партия остава близка с демократите и неколкократно влиза в коалиции с тях. Водена от Стоян Костурков тя участва в следвоенните кабинети на Александър Малинов през 1918 г. През 1922 г. се включва, заедно с Демократическата партия, в коалицията Конституционен блок. След Деветоюнския преврат през 1923 г. част от Радикалдемократическата партия се присъединява към Демократическия сговор, а основното крило образува трайна опозиционна коалиция с демократите, която по-късно прераства в Народния блок. През 1926 г. името на партията е променено на Радикална партия, а от 1931 г. тя участва в правителствата на Народния блок.
През 1934 г. Радикалната партия се разцепва, след като група нейни лидери, недоволни от ръководството на Стоян Костурков, избират за лидер Георги Генов. Малко по-късно, след Деветнадесетомайския преврат, партиите са забранени. Групата на Георги Генов продължава да функционира полулегално, както повечето партии, включвайки се в опозиционната Петорка, а тази на Костурков постепенно прекратява дейността си.
След Деветосептемврийския преврат през 1944 г. водачът на радикалите Георги Генов е съден от Народния съд и е изпратен в затвора. Въпреки това през 1945 г. партията е възстановена под името Радикална партия (обединена). Макар отделни групи радикали да преминават в опозиция, партията е част от правителствения Отечествен фронт до 6 март 1949 година, когато се саморазпуска и се влива в него. По това време по данни на Държавна сигурност членовете на проправителствените и опозиционните организации на радикалите наброяват общо 3870 души.
Радикалдемократическата партия е възстановена на 14 ноември 1989 г. и се включва в коалицията Съюз на демократичните сили (СДС). Неин председател първоначално е Елка Константинова. Представители на партията се включват в правителството на Филип Димитров (1991 – 1992). От 1994 г. до 1996 г. Радикалдемократическата партия е член на Либералния интернационал.
През 1996 г. една група напуска партията и регистрира Свободна радикалдемократическа партия, която скоро прекратява своето съществуване.
Радикалдемократическата партия участва в политическия живот в страната в единодействие с другите десни партии – член е на Синята коалиция (2009 г.), на коалицията „СДС“ (2013 г.), участва във всички местни избори.

## Участия в избори

### Парламентарни
| година         | избори                  | гласове   | %     | резултат  |
| -------------- | ----------------------- | --------- | ----- | --------- |
| 1902           | Народно събрание        | –         | –     | 6 / 189   |
| 1903           | Народно събрание        | –         | –     | 0 / 169   |
| 1908           | Народно събрание        | 8 041     | 1,7%  | 0 / 203   |
| юни 1911       | Велико Народно събрание | 10 420    | 1,9%  | 0 / 414   |
| септември 1911 | Народно събрание        | 12 918    | 2,6%  | 0 / 212   |
| 1913           | Народно събрание        | 24 007    | 4,5%  | 5 / 204   |
| 1914           | Народно събрание        | 27 353    | 3,6%  | 5 / 245   |
| 1919           | Народно събрание        | 33 861    | 5,3%  | 8 / 237   |
| 1920           | Народно събрание        | 41 930    | 4,6%  | 8 / 232   |
| април 1923*    | Народно събрание        | 166 909   | 15,8% | 17 / 245  |
| ноември 1923*  | Народно събрание        | 639 881   | 63,8% | 200 / 247 |
| 1927           | Народно събрание        | 29 637    | 2,6%  | 0 / 261   |
| 1931*          | Народно събрание        | 626 553   | 48,4% | 151 / 273 |
| 1939           | Народно събрание        | 18 939    | 0,9%  | 3 / 160   |
| 1945           | Народно събрание        | –         | –     | 11 / 276  |
| 1946           | Велико Народно събрание | 8 868     | 0,2%  | 1 / 465   |
| 1990*          | Велико Народно събрание | 2 217 799 | 36,2% | 144 / 400 |
| 1991*          | Народно събрание        | 1 903 567 | 34,4% | 110 / 240 |
| 1994*          | Народно събрание        | 1 254 465 | 24,1% | 69 / 240  |
| 1997*          | Народно събрание        | 2 223 714 | 52,2% | 137 / 240 |
| 2001*          | Народно събрание        | 830 337   | 18,1% | 51 / 240  |
| 2005*          | Народно събрание        | 280 323   | 7,6%  | 20 / 240  |
| 2009*          | Народно събрание        | 285 662   | 6,7%  | 15 / 240  |
| 2013*          | Народно събрание        | 48 681    | 1,3%  | 0 / 240   |
| април 2021*    | Народно събрание        | 75 926    | 2,3%  | 0 / 240   |

- На изборите през 1923 г. е част от коалициите Конституционен блок и Демократически сговор.
- На изборите през 1931 г. е част от коалиция Народен блок.
- Между 1990 и 2005 г. е част от коалициите Съюз на демократичните сили и Обединени демократични сили.
- На изборите през 2009 г. е част от Синята коалиция.
- На изборите през 2013 г. е част от коалиция Съюз на демократичните сили.
- На изборите през април 2021 г. е част от коалиция Патриотична коалиция Воля – НФСБ.

## Участия в правителства
Трето правителство на Александър Малинов (21 юни 1918 – 17 октомври 1918) – коалиция с Демократическата партия
- министерство на народното просвещение – Стоян Костурков
- министерство на правосъдието – Йосиф Фаденхехт

Четвърто правителство на Александър Малинов (17 октомври 1918 – 28 ноември 1918) – коалиция с Демократическата и Народната партия, БЗНС и БРСДП
- министерство на народното просвещение – Стоян Костурков

Първо правителство на Теодор Теодоров (28 ноември 1918 – 7 май 1919) – коалиция с Демократическата, Прогресивнолибералната и Народната партия, БЗНС и БРСДП
- министерство на народното просвещение – Стоян Костурков

Второ правителство на Теодор Теодоров (7 май 1919 – 6 октомври 1919) – коалиция с Прогресивнолибералната и Народната партия, БЗНС и БРСДП
- министерство на народното просвещение – Стоян Костурков
- министерство на правосъдието – Венелин Ганев

Пето правителство на Александър Малинов (29 юни 1931 – 12 октомври 1931) – коалиция с БЗНС Врабча 1 и Демократическата и Националлибералната партия
- министерство на железниците, пощите и телеграфите – Стоян Костурков

Първо правителство на Никола Мушанов (12 октомври 1931 – 7 септември 1932) – коалиция с БЗНС Врабча 1 и Демократическата и Националлибералната партия
- министерство на железниците, пощите и телеграфите – Стоян Костурков

Второ правителство на Никола Мушанов (7 септември 1932 – 31 декември 1932) – коалиция с БЗНС Врабча 1 и Демократическата и Националлибералната партия
- министерство на железниците, пощите и телеграфите – Стоян Костурков

Трето правителство на Никола Мушанов (31 декември 1932 – 19 май 1934) – коалиция с БЗНС Врабча 1 и Радикалната и Националлибералната партия
- министерство на железниците, пощите и телеграфите – Стоян Костурков

Правителство на Филип Димитров (8 ноември 1991 – 30 декември 1992) – в състава на коалицията СДС
- вицепремиер – Светослав Лучников
- министерство на културата – Елка Константинова
- министерство на правосъдието – Светослав Лучников

## Видни дейци
- Тодор Влайков (1865 – 1943)
- Венелин Ганев (1880 – 1966)
- Георги Генов (? – ?)
- Илия Георгов (1860 – 1945)
- Александър Джеров (р. 1929)
- Александър Йорданов (р. 1952)
- Елка Константинова (р. 1932)
- Стоян Костурков (1866 – 1949)
- Светослав Лучников (1922 – 2002)
- Надежда Михайлова (р. 1962)
- Михаил Неделчев (р. 1942)
- Антон Страшимиров (1872 – 1937)
- Петко Тодоров (1879 – 1916)
- Йосиф Фаденхехт (1873 – 1953)
- Найчо Цанов (1857 – 1923)